# Laka (Kuloi)
Die Laka (russisch Лака) ist ein linker Nebenfluss des Kuloi im Nordosten der Oblast Archangelsk in Nordwestrussland.
Die Laka entspringt auf dem Weißmeer-Kuloi-Plateau. Sie fließt in überwiegend östlicher Richtung durch den Mesenski rajon und mündet schließlich in den nach Norden strömenden Kuloi, 119 km oberhalb dessen Mündung in das Weiße Meer. 
Die Laka weist zahlreiche enge Flussschlingen auf.
Die Laka hat eine Länge von 157 km. Sie entwässert ein Areal von 1390 km².
Der Fluss wird von der Schneeschmelze als auch von Niederschlägen gespeist.
Zwischen November und Anfang Mai ist der Fluss eisbedeckt.